# Dieren in zorg en welzijn

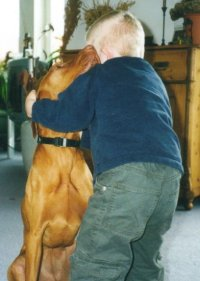
Een therapiehond

Met dieren in zorg en welzijn worden dieren bedoeld die een positieve invloed op mensen kunnen hebben, bijvoorbeeld als mensen mentaal of fysiek iets mankeren.
Als een hond, kat of ander huisdier meedoet aan een activiteit voor mensen die ziek zijn of een beperking hebben, wordt dit Animal Assisted Activities (AAA) genoemd. Deze activiteiten zijn bedoeld om mensen te ondersteunen of te stimuleren en zo het algemeen welzijn te handhaven of te bevorderen, of mensen maatschappelijk actief te laten worden. Activering is niet direct gekoppeld aan een beperking of ziekte, maar algemeen gericht op het verhogen van de kwaliteit van leven. 
Therapie of behandeling waarin gedomesticeerde dieren een rol spelen wordt Animal Assisted Therapy (AAT) genoemd. Een therapie of behandeling heeft een duidelijk begin en einde. Er zijn specifieke doelen bepaald in een behandelplan. Een professionele behandelaar of therapeut is verantwoordelijk en de vooruitgang wordt gemeten en vastgelegd. Met hulp van het dier werkt de cliënt aan cognitieve, sociale, emotionele en/of fysieke doelstellingen. 
Bij Equine Assisted Therapy (EAT) of hippotherapie speelt een paard een rol. 
Een meer overkoepelende term is Animal Assisted Interventions (AAI). In Nederland worden verder termen gebruikt als: aaihond, zorgdier, zorghond, zorgdierteam, bezoekhond, bezoekdier, bezoekteam, knuffelhond, therapiehond, bezoekvrijwilliger, therapeutisch paardrijden, dierondersteunde activiteit, behandeling of therapie.

## Onderwijs
De inzet van dieren in het onderwijs krijgt soms apart de term Animal Assisted Education (AAE).  
Op een zorgboerderij kan iemand met een hulp- of zorgvraag met dieren werken.

## Geleidehonden en hulphonden
Een hulphond, assistentiehond, geleidehond, signaalhond of epilepsiehond, werkt voor mensen met een beperking. Een voorbeeld is de geleidehond, die tot hulp kan zijn voor mensen met een visuele handicap.
De inzet van dieren kan een positieve invloed op het geestelijk en lichamelijk welzijn van de mens hebben.